# The Phantom of the Opera (pel·lícula de 2004)
The Phantom of the Opera és una pel·lícula estatunidenco-britànica de Joel Schumacher estrenada el 2004. És l'adaptació cinematogràfica de la comèdia musical The Phantom of the Opera d'Andrew Lloyd Webber, inspirada al seu torn de la novel·la El fantasma de l'Òpera de Gaston Leroux.

## Gènesi
El 1988, després de l'èxit de la comèdia musical a Broadway, Andrew Lloyd Webber va decidir transposar l'obra a la pantalla gran. Pensa en Joel Schumacher. La Warner Bros. Pictures s'ha compromès també en el projecte. Michael Crawford i Sarah Brightman estan a punt de reprendre els seus papers que han creat a Londres i a Broadway. Tot està a punt per a un rodatge que ha de tenir lloc durant l'estiu 1990. Però llavors, Webber i Brightman, que estaven casats, van decidir separar-se. La pel·lícula es retarda, Schumacher ja no està disponible. Jerry Zucker ha d'ocupar el seu lloc, però finalment l'estudi ha decidit abandonar el projecte.
Després de l'èxit d'Evita el 1996, l'estudi sembla voler reprendre l'aventura. Es modifica el guió i la música. Finalment, l'estudi no resta convençut per aquesta nova versió i abandona de nou el projecte.
El desembre del 2002, Andrew Lloyd Webber redimeix els drets d'adaptació a la Warner Bros. Joel Schumacher és sempre en el projecte, però els mites de la comèdia musical ja no són Michael Crawford i Sarah Brightman sinó Gerard Butler i Emmy Rossum, que encarnen al final els dos personatges principals. El rodatge comença el setembre del 2003.

## Argument
En els fastos de l'Òpera Popular (nom fictici de l'Òpera de París), la soprano Christine Daaé és a la cimera de la seva glòria. El seu èxit és degut a la seva veu d'or i als misteriosos consells que rep d'un «àngel», un « fantasma » que viu als soterranis de l'edifici.
L'home, un geni musical desfigurat que viu reclús i freqüenta l'òpera, estima la noia amb un amor absolut i exclusiu. Quan Raoul, un amic d'infantesa de Christine, guanya el cor de la dona, el Fantasma no ho suporta...

## Repartiment
- Gerard Butler: Erick, el fantasma de l'Òpera
- Emmy Rossum: Christine Daaé
- Patrick Wilson: Raoul, el vescomte de Chagny
- Miranda Richardson: Madame Giry
- Minnie Driver: Carlotta
- Ciarán Hinds: Firmin
- Simon Callow: André
- Victor McGuire: Piangi
- Jennifer Ellison: Meg Giry
- Murray Melvin: Reyer
- Kevin McNally: Buquet
- James Fleet: Lefevre